# Ophthalmis darna
Ophthalmis darna là một loài bướm đêm trong họ Noctuidae.